# Wang Hong
Wang Hong (chiń. 王红 ur. 22 maja 1965) – chińska łuczniczka sportowa. Srebrna medalistka olimpijska z Barcelony.
Startowała w konkurencji łuków klasycznych. Zawody w 1992 były jej jedynymi igrzyskami olimpijskimi. Po srebro sięgnęła w drużynie, tworzyły ją również Ma Xiangjun i Wang Xiaozhu.